# Fitofotodermatoza

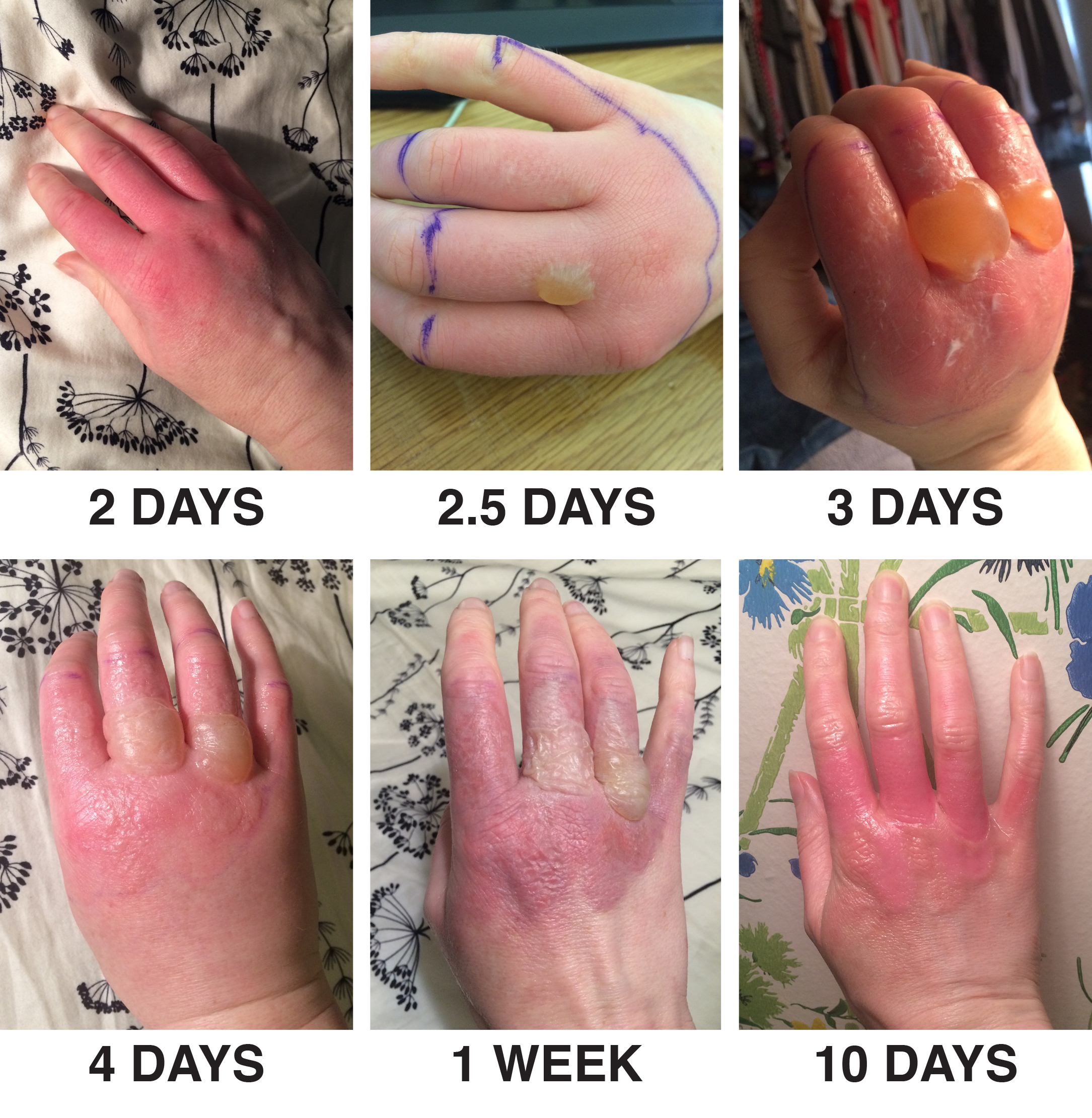
Przebieg choroby

Fitofotodermatoza, znana także jako „choroba limonkowa” – reakcja chemiczna, która powoduje, że skóra ludzka staje się nadwrażliwa na działanie promieni ultrafioletowych. Często bywa mylona z atopią lub poparzeniami chemicznymi.
Fitofotodermatoza jest powodowana przez związki fotosyntetyczne występujące np. w owocach cytrusowych np. cytryna, limonka, pomarańcza itp. Ale tę samą chorobę – tylko w znacznie większym nasileniu – powoduje barszcz Sosnowskiego. Symptomy to poparzenia (nawet drugiego stopnia) swędzenie, zaczerwienienie i bąble występujące w miejscu oparzenia. Przyczyną takiego stanu rzeczy jest nadwrażliwość skóry po kontakcie z sokiem tych owoców, a następnie ekspozycji słonecznej. Reakcja przeważnie następuje po 24 godzinach od ekspozycji na światło słoneczne. Nawet małe dawki promieniowania mogą spowodować bolesne dolegliwości i pozostawić blizny na długie miesiąca, a nawet lata. Po spostrzeżeniu objawów należy natychmiast udać się do lekarza.